# لا اسپلوگا د فرانکلی
لا اسپلوگا د فرانکلی (به اسپانیایی: L'Espluga de Francolí) یک شهرستان در اسپانیا است که در کاتالونیا واقع شده‌است.